# Medoria flavicalyptrata
Medoria flavicalyptrata är en tvåvingeart som beskrevs av Macquart 1855. Medoria flavicalyptrata ingår i släktet Medoria och familjen parasitflugor.
Artens utbredningsområde är Tyskland. Inga underarter finns listade i Catalogue of Life.